# Kristián III. Falcko-Zweibrückenský
Kristián III. Falcko-Zweibrückenský (7. listopadu 1674, Štrasburk – 3. února 1735, Zweibrücken) byl německý šlechtic, člen falcko-zweibrückensko-birkenfeldského rodu, vedlejší větve rodu Wittelsbachů. Narodil se jako syn Kristiána II. Falcko-Zweibrückensko-Birkenfeldského a Kateřiny Agáty, hraběnky z Rappoltsteinu. V letech 1717 až 1731 vládl jako zweibrückensko-birkenfeldský falckrabě. V roce 1731 zdědil samostatné falcko-zweibrückenské vévodství a stal se tak zweibrückenským falckrabětem a vévodou. Od roku 1699 byl také hrabětem z Rappoltsteinu.

## Život
Kristián se narodil na podzim roku 1674 ve Štrasburku jako jediný syn falckraběte Kristiána II. Zweibrückensko-Birkenfeldského, který se dožil dospělosti.
Jeho kariéra začala v alsaském regimentu francouzské armády v roce 1697. V roce 1699 zdědil po své matce hrabství Rappoltstein. V roce 1702 se stal polním maršálem a v roce 1704 byl povýšen na generálporučíka. Vojensky exceloval v roce 1708 v bitvě u Oudenaarde.
V roce 1717 zemřel jeho otec, a tak Kristián opustil armádu a převzal správu nad Zweibrückenem-Birkenfeldem, které bylo malou částí Sponheimského hrabství. V roce 1731 zemřel bezdětný falckrabě a vévoda Gustav Zweibrückenský a Kristián zdědil jeho území. Jeho příbuzní protestovali, ale smlouva s falckým kurfiřtem Karlem III. Filipem, uzavřená 24. prosince 1733 v Mannheimu, dovolila, aby Kristián obdržel Falc-Zweibrücken.
Kristián zemřel necelé dva roky po podepsání smlouvy, 3. února 1735 ve věku 60 let ve Zweibrückenu. Pohřben byl v Alexandrově kostele tamtéž.

## Manželství a potomci
Kristián se 21. září 1719 v téměř pětačtyřiceti letech na zámku Lorentzen oženil s o třicet let mladší Karolínou Nasavsko-Saarbrückenskou. Manželům se za šestnáct let manželství narodily čtyři děti:
- 1. Karolína Falcko-Zweibrückenská (9. 3. 1721 Štrasburk – 30. 3. 1774 Darmstadt)[1][2]
⚭ 1741 Ludvík IX. Hesensko-Darmstadtský (15. 12. 1719 Darmstadt – 6. 4. 1790 Pirmasens), lankrabě hesensko-darmstadtský od roku 1768 až do své smrti[3][4]
- 2. Kristián IV. Falcko-Zweibrückenský (6. 9. 1722 Bischweiler – 5. 11. 1775 Herschweiler-Pettersheim), falckrabě zweibrückenský od roku 1735 až do své smrti[5][6]
⚭ 1751 Marie Johana Camasse (2. 9. 1734 Münster – 1. 12. 1807 Paříž), morganatické manželství[7]
- 3. Fridrich Michal Falcko-Zweibrückenský (27. 2. 1724 Ribeauvillé – 15. 8. 1767 Schwetzingen), polní maršál Svaté říše římské[8][9]
⚭ 1746 Marie Františka Falcko-Sulzbašská (15. 6. 1724 Schwetzingen – 15. 11. 1794 Sulzbach)[10][11]
- 4. Kristýna Henrieta Falcko-Zweibrückenská (16. 11. 1725 Ribeauvillé – 11. 2. 1816 Bad Arolsen)[12]
⚭ 1741 Karel August Waldeck (24. 9. 1704 Hanau – 19. 8. 1763 Bad Arolsen), kníže waldecko-pyrmontský od roku 1728 až do své smrti[13][14]

## Vývod z předků
|                                     |                                                  |  |                              |                                 |  |  |  |  |  |  |  | Wolfgang Falcko-Zweibrückenský |
|                                     |                                                  |  |                              |                                 |  |  |  |  |  |  |  |                                |
|                                     | Karel I. Falcko-Zweibrückensko-Birkenfeldský     |  |                              |                                 |  |  |  |  |  |  |  |                                |
|                                     |                                                  |  |                              |                                 |  |  |  |  |  |  |  |                                |
|                                     |                                                  |  |                              | Anna Hesenská                   |  |  |  |  |  |  |  |                                |
|                                     |                                                  |  |                              |                                 |  |  |  |  |  |  |  |                                |
|                                     | Kristián I. Falcko-Zweibrückensko-Bischweilerský |  |                              |                                 |  |  |  |  |  |  |  |                                |
|                                     |                                                  |  |                              |                                 |  |  |  |  |  |  |  |                                |
|                                     |                                                  |  |                              | Vilém Brunšvicko-Lüneburský     |  |  |  |  |  |  |  |                                |
|                                     |                                                  |  |                              |                                 |  |  |  |  |  |  |  |                                |
|                                     | Dorotea Brunšvicko-Lüneburská                    |  |                              |                                 |  |  |  |  |  |  |  |                                |
|                                     |                                                  |  |                              |                                 |  |  |  |  |  |  |  |                                |
|                                     |                                                  |  |                              | Dorothea Dánská                 |  |  |  |  |  |  |  |                                |
|                                     |                                                  |  |                              |                                 |  |  |  |  |  |  |  |                                |
|                                     | Kristián II. Falcko-Zweibrückensko-Birkenfeldský |  |                              |                                 |  |  |  |  |  |  |  |                                |
|                                     |                                                  |  |                              |                                 |  |  |  |  |  |  |  |                                |
|                                     |                                                  |  |                              | Jan I. Falcko-Zweibrückenský    |  |  |  |  |  |  |  |                                |
|                                     |                                                  |  |                              |                                 |  |  |  |  |  |  |  |                                |
|                                     | Jan II. Falcko-Zweibrückenský                    |  |                              |                                 |  |  |  |  |  |  |  |                                |
|                                     |                                                  |  |                              |                                 |  |  |  |  |  |  |  |                                |
|                                     |                                                  |  |                              | Magdalena Klevská               |  |  |  |  |  |  |  |                                |
|                                     |                                                  |  |                              |                                 |  |  |  |  |  |  |  |                                |
|                                     | Magdalena Kateřina Falcko-Zweibrückenská         |  |                              |                                 |  |  |  |  |  |  |  |                                |
|                                     |                                                  |  |                              |                                 |  |  |  |  |  |  |  |                                |
|                                     |                                                  |  |                              | René II. z Rohanu               |  |  |  |  |  |  |  |                                |
|                                     |                                                  |  |                              |                                 |  |  |  |  |  |  |  |                                |
|                                     | Kateřina de Rohan                                |  |                              |                                 |  |  |  |  |  |  |  |                                |
|                                     |                                                  |  |                              |                                 |  |  |  |  |  |  |  |                                |
|                                     |                                                  |  |                              | Kateřina de Parthenay           |  |  |  |  |  |  |  |                                |
|                                     |                                                  |  |                              |                                 |  |  |  |  |  |  |  |                                |
| Kristián III. Falcko-Zweibrückenský |                                                  |  |                              |                                 |  |  |  |  |  |  |  |                                |
|                                     |                                                  |  |                              |                                 |  |  |  |  |  |  |  |                                |
|                                     |                                                  |  | Egenolf III. z Rappoltsteinu |                                 |  |  |  |  |  |  |  |                                |
|                                     |                                                  |  |                              |                                 |  |  |  |  |  |  |  |                                |
|                                     | Eberhard z Rappoltsteinu                         |  |                              |                                 |  |  |  |  |  |  |  |                                |
|                                     |                                                  |  |                              |                                 |  |  |  |  |  |  |  |                                |
|                                     |                                                  |  |                              | Marie z Erbachu                 |  |  |  |  |  |  |  |                                |
|                                     |                                                  |  |                              |                                 |  |  |  |  |  |  |  |                                |
|                                     | Johan Jakub z Rappoltsteinu                      |  |                              |                                 |  |  |  |  |  |  |  |                                |
|                                     |                                                  |  |                              |                                 |  |  |  |  |  |  |  |                                |
|                                     |                                                  |  |                              | Ota I. ze Salm-Kyrburgu         |  |  |  |  |  |  |  |                                |
|                                     |                                                  |  |                              |                                 |  |  |  |  |  |  |  |                                |
|                                     | Anna ze Salm-Kyrburgu                            |  |                              |                                 |  |  |  |  |  |  |  |                                |
|                                     |                                                  |  |                              |                                 |  |  |  |  |  |  |  |                                |
|                                     |                                                  |  |                              | Otýlie Nasavsko-Weilburská      |  |  |  |  |  |  |  |                                |
|                                     |                                                  |  |                              |                                 |  |  |  |  |  |  |  |                                |
|                                     | Kateřina Agáta z Rappoltsteinu                   |  |                              |                                 |  |  |  |  |  |  |  |                                |
|                                     |                                                  |  |                              |                                 |  |  |  |  |  |  |  |                                |
|                                     |                                                  |  |                              | Ota I. ze Salm-Kyrburgu         |  |  |  |  |  |  |  |                                |
|                                     |                                                  |  |                              |                                 |  |  |  |  |  |  |  |                                |
|                                     | Johan Kazimír ze Salm-Kyrburgu                   |  |                              |                                 |  |  |  |  |  |  |  |                                |
|                                     |                                                  |  |                              |                                 |  |  |  |  |  |  |  |                                |
|                                     |                                                  |  |                              | Otýlie Nasavsko-Weilburská      |  |  |  |  |  |  |  |                                |
|                                     |                                                  |  |                              |                                 |  |  |  |  |  |  |  |                                |
|                                     | Anna Klaudie ze Salm-Kyrburgu                    |  |                              |                                 |  |  |  |  |  |  |  |                                |
|                                     |                                                  |  |                              |                                 |  |  |  |  |  |  |  |                                |
|                                     |                                                  |  |                              | Johan Jiří I. ze Solms-Laubachu |  |  |  |  |  |  |  |                                |
|                                     |                                                  |  |                              |                                 |  |  |  |  |  |  |  |                                |
|                                     | Dorotea ze Solms-Laubachu                        |  |                              |                                 |  |  |  |  |  |  |  |                                |
|                                     |                                                  |  |                              |                                 |  |  |  |  |  |  |  |                                |
|                                     |                                                  |  |                              | Markéta ze Schonbourg-Glauchau  |  |  |  |  |  |  |  |                                |
|                                     |                                                  |  |                              |                                 |  |  |  |  |  |  |  |                                |